# San'yō-Onoda
San'yō-Onoda (山陽小野田市, San'yō-Onoda-shi) est une municipalité ayant le statut de ville dans la préfecture de Yamaguchi, au Japon.

## Géographie

### Situation
San'yō-Onoda est située dans le sud-ouest de la préfecture de Yamaguchi. Elle est bordée par la mer intérieure de Seto au sud.

### Démographie
En août 2018, la population de la ville de San'yō-Onoda était de 63 231 habitants répartis sur une superficie de 656,29 km2.

## Histoire
La ville a été fondée officiellement le 22 mars 2005 après la fusion de la ville d'Onoda avec le bourg de San'yō.

## Transports
La ville est desservie par la ligne Shinkansen Sanyō à la gare d'Asa ainsi que par les lignes classiques Sanyō, Mine et Onoda de la JR West.

## Personnalités liées à la commune
- Aoki Shūzō (1844-1914), diplomate
- Akimasa Nakamura (né en 1961), astronome
- Yohei Kurakawa (né en 1977), footballeur
- Yuki Sasaki (née en 1985), volleyeuse